# 広島電気軌道100形電車
広島電気軌道100形電車（ひろしまでんききどう100がたでんしゃ）は、広島電鉄の前身事業者である広島電気軌道が、同社路線の開業に際して1912年（大正元年）に新製した電車（路面電車車両）である。
本形式は101 - 150号車として落成し、後年社名を広島瓦斯電軌と改めたのちにA形の形式称号が付与された。本項では、A形の形式称号が付与される以前の101 - 150号車について、広島電鉄社史などの表記に従って「100形」として記述する。
また、本項では100形の主要機器を流用して半鋼製車体を新製した450形電車についても併せて記述する。

## 概要
広島電気軌道の路線開業に際して、1912年（大正元年）11月に101 - 150（101 - 130は初代）の50両が東京・天野工場において新製された。
屋根部の構造をダブルルーフ仕様とし、オープンデッキ構造を採用する木造車体を備える4輪単車で、側面に客用扉はなく、前後デッキと客室の間に開閉扉を備える。前面下部には救助網を備え、幕板部には行先表示幕を設置し、前照灯は前面窓下に取り付け式のものを1灯装備した。
集電装置はトロリーポールを採用、当初はダブルポール仕様であったが、1933年（昭和8年）にシングルポール仕様に改められた。
車体塗装は濃緑一色塗りとされ、前面腰板部の向かって右側に車番を表記し、側面腰板部には漢字の「広」を図案化した広島電気軌道の社章を設置した。

## 運用

### 戦前

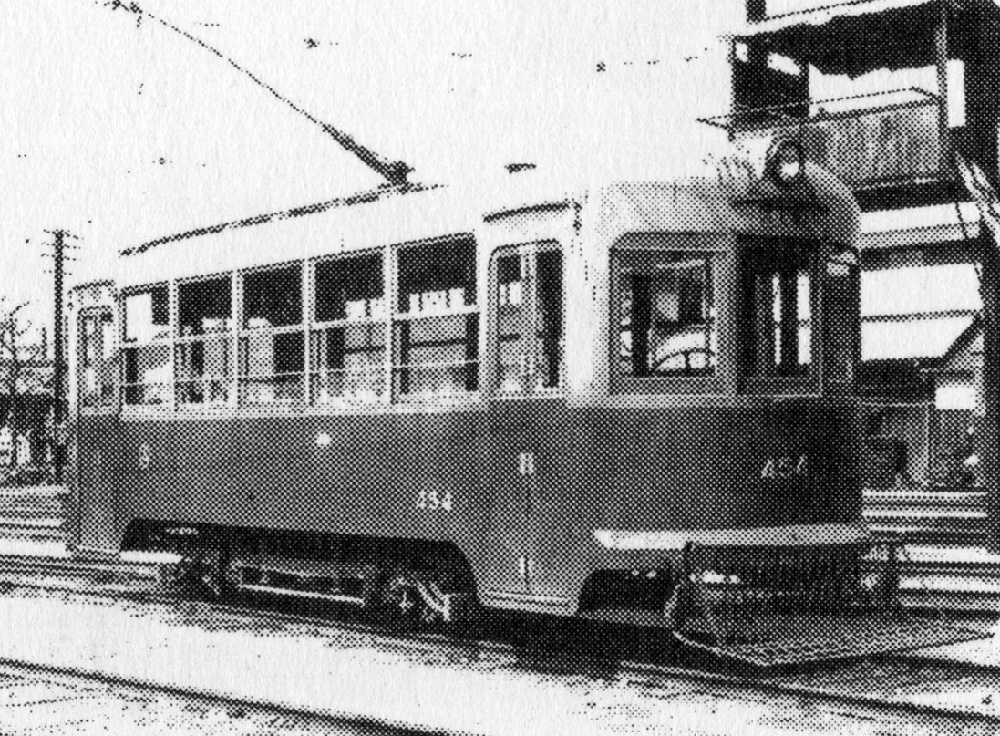
450形454号（1940年頃）

101 - 150は1912年（大正元年）11月23日の市内線開業に際して運用を開始した。
その後、大阪市電気局より譲り受けた101 - 110（いずれも2代、後のB形電車）の導入に先立って、1920年（大正9年）に車番を1 - 50と改番した。翌1921年（大正10年）に宮島線の開業に際して新製されたC形電車の導入に伴って、車番はそのままに形式称号が「A形」とされ、1925年（大正14年）に車体側の車番表記に「A」の文字が付記された。また、同時期には車体塗装が濃褐色（マルーン）一色塗りに改められた。
1937年（昭和12年）に発生した千田町車庫（現・千田車庫）の火災において、11・14・19・27・30 - 32・34・44 - 46の計11両が被災焼失した。同11両は復旧に際してB形の鋼体化改造車である400形電車と酷似した張り上げ屋根・大型窓仕様の半鋼製車体を自社工場において新製し、450形450 - 460と形式区分されたが、450は落成後間もなく461へ改番され、車番を451 - 461と再編した。
残る39両は1939年（昭和14年）に101 - 139（101 - 130は3代）と改番され、同時に形式称号もA形から100形へ改められた。
また、1941年（昭和16年）には100形・450形とも集電装置をトロリーポールからビューゲルへ換装した。これは1940年（昭和15年）4月より100形4両・200形1両の集電装置をビューゲルに換装し、試験運用を繰り返した結果本採用に至ったものである。

### 戦中から戦後にかけて
1945年8月6日の広島市への原子爆弾投下によって、100形は電鉄前（現・広電本社前）付近を走行していた108、電車宮島駅（現・広電宮島口駅）に停泊していた106・130は被災を免れたが、その他は全車とも何らかの被害を受けた。また、450形は453・457・458・461の4両が大破し、その他7両も何らかの形で被災した。
450形は被害が軽微であった455・456が1945年（昭和20年）10月に復旧し、その他の9両も1948年（昭和23年）8月までに順次復旧された。
100形のうち、15両は100形として復旧されたが、105・108の2両は復旧に際して450形462・463へ改造され、1949年（昭和24年）6月に竣功した。462・463は戦前製の451 - 461とほぼ同一の車体を備えるが、客用扉が451 - 461の折扉から一枚引扉に改められた点が異なる。また、一旦100形として復旧された119・120についても1950年（昭和25年）8月に450形へ再改造され、462・463と同一の車体を新製して464・465と改番・編入された。
残る100形22両は復旧対象から外れ、1951年（昭和26年）1月19日付で一斉に除籍処分された。なお、前述した被災を免れた106も同日付で除籍された。
以上の変遷を経て、100形は101・102・107・121・126・129 - 131・133 - 135・138・139の計13両が残存したが、状態の悪かった121・133・135の3両が1951年（昭和26年）7月25日付で廃車となり、同年12月20日付で129・134・131・126・138・139・130を103 - 106・108 - 110（いずれも4代）と改番し、車番を101 - 110へ再編した。その後、800形電車（初代）など大型ボギー車の導入に伴って、1953年（昭和28年）までに全車とも運用を離脱、工作車（事業用車）へ改造された101・107・108の3両を除いて廃車となり、その後工作車へ転用された3両についても解体処分された。
450形は4輪単車としては比較的晩年まで運用されたものの、1965年（昭和40年）12月に458・459が、1969年（昭和44年）10月に残る全車が廃車となり、形式消滅した。

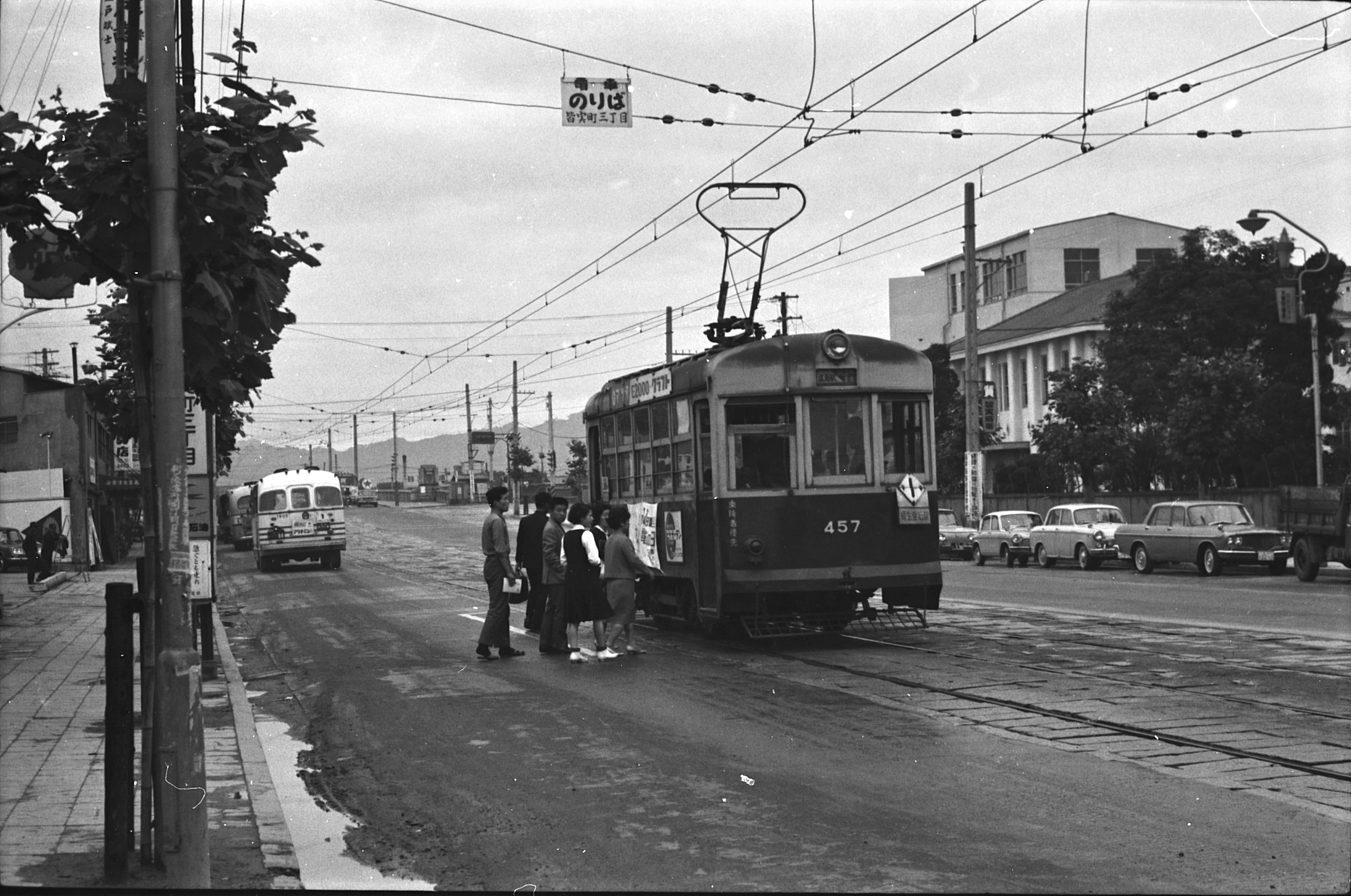
広島電鉄　457号　皆実町3丁目電停　昭和41年6月

100形・450形とも除籍後は全車とも解体処分され、現存する車両はない。

## 100形（2代）との関係
1984年（昭和59年）に、100形の外観を模したレプリカ車両100形電車（2代）が新製されたが、前述の通り100形・450形とも廃車後は全車解体処分されたため、現存車が皆無であった。そのため、主要機器は静態保存されていた150形157より流用し、車体は僅かに残る外部写真と単純な形式図を参考に、実車を知る広島電鉄OBからの聞き取り調査や他都市における復元車両の調査結果などを加味して設計・製造された。従って、100形（2代）は保安上の問題から車体を半鋼製とした以外は100形を忠実に再現した車両ではあるものの、100形と100形（2代）との間に技術的関連は存在しない。

## 車歴

### 100形
| 車番  | 竣功年月   | 改番 （1920年） | 改番 （1939年） | 原爆投下による被害   | 原爆投下による被害 | 原爆投下による被害 | 廃車           | 備考                                     |
| 車番  | 竣功年月   | 改番 （1920年） | 改番 （1939年） | 被災場所             | 状態               | 復旧年月           | 廃車           | 備考                                     |
| ----- | ---------- | --------------- | --------------- | -------------------- | ------------------ | ------------------ | -------------- | ---------------------------------------- |
| 101 I | 1912年11月 | 1               | 101 III         | 千田町車庫           | 小破               | 1946年4月          | 1953年10月23日 | 除籍後工作車転用                         |
| 102 I | 1912年11月 | 2               | 102 III         | 広陵前付近           | 小破               | 1947年12月         | 1953年10月23日 |                                          |
| 103 I | 1912年11月 | 3               | 103 III         | 紙屋町付近           | 全焼               | –                  | 1951年1月19日  |                                          |
| 104 I | 1912年11月 | 4               | 104 III         | 千田町車庫           | 中破               | –                  | 1951年1月19日  |                                          |
| 105 I | 1912年11月 | 5               | 105 III         | 紙屋町 - 電鉄前間    | 半焼               | –                  | –              | 450形463として1949年6月復旧              |
| 106 I | 1912年11月 | 6               | 106 III         | 電車宮島駅にて停泊中 | 無被災             | –                  | 1951年1月19日  |                                          |
| 107 I | 1912年11月 | 7               | 107 III         | 千田町車庫           | 中破               | 1947年8月          | 1953年10月23日 | 除籍後工作車転用                         |
| 108 I | 1912年11月 | 8               | 108 III         | 電鉄前付近           | 無被災             | –                  | –              | 450形462として1949年6月復旧              |
| 109 I | 1912年11月 | 9               | 109 III         | 土橋 - 江波間        | 全焼               | –                  | 1951年1月19日  |                                          |
| 110 I | 1912年11月 | 10              | 110 III         | 的場 - 専売局前間    | 中破               | –                  | 1951年1月19日  |                                          |
| 111 I | 1912年11月 | 11              | –               | –                    | –                  | –                  | –              | 千田町車庫火災被災車。450形450として復旧 |
| 112 I | 1912年11月 | 12              | 112 III         | 広陵前 - 宇品間      | 小破               | –                  | 1951年1月19日  |                                          |
| 113 I | 1912年11月 | 13              | 113 III         | 土橋 - 江波間        | 全焼               | –                  | 1951年1月19日  |                                          |
| 114 I | 1912年11月 | 14              | –               | –                    | –                  | –                  | –              | 千田町車庫火災被災車。450形451として復旧 |
| 115 I | 1912年11月 | 15              | 115 III         | 横川付近             | 全焼               | –                  | 1951年1月19日  |                                          |
| 116 I | 1912年11月 | 16              | 116 III         | 千田町車庫           | 小破               | –                  | 1951年1月19日  |                                          |
| 117 I | 1912年11月 | 17              | 117 III         | 土橋 - 己斐間        | 中破               | –                  | 1951年1月19日  |                                          |
| 118 I | 1912年11月 | 18              | 118 III         | 千田町車庫           | 大破               | –                  | 1951年1月19日  |                                          |
| 119 I | 1912年11月 | 19              | –               | –                    | –                  | –                  | –              | 千田町車庫火災被災車。450形452として復旧 |
| 120 I | 1912年11月 | 20              | 120 III         | 己斐車庫             | 小破               | 1947年4月          | –              | 1950年8月450形465へ改造                  |
| 121 I | 1912年11月 | 21              | 121 III         | 土橋 - 己斐間        | 小破               | 1947年7月          | 1951年7月25日  |                                          |
| 122 I | 1912年11月 | 22              | 122 III         | 紙屋町 - 電鉄前間    | 半焼               | –                  | 1951年1月19日  |                                          |
| 123 I | 1912年11月 | 23              | 123 III         | 紙屋町付近           | 全焼               | –                  | 1951年1月19日  |                                          |
| 124 I | 1912年11月 | 24              | 124 III         | 十日市付近           | 全焼               | –                  | 1951年1月19日  |                                          |
| 125 I | 1912年11月 | 25              | 125 III         | 土橋 - 己斐間        | 中破               | –                  | 1951年1月19日  |                                          |
| 126 I | 1912年11月 | 26              | 126 III         | 広島駅前付近         | 中破               | 1948年3月          | 1953年10月23日 | 最終車番は106 IV                         |
| 127 I | 1912年11月 | 27              | –               | –                    | –                  | –                  | –              | 千田町車庫火災被災車。450形453として復旧 |
| 128 I | 1912年11月 | 28              | 128 III         | 紙屋町付近           | 全焼               | –                  | 1951年1月19日  |                                          |
| 129 I | 1912年11月 | 29              | 129 III         | 桜土手引込線         | 小破               | 1946年11月         | 1953年10月23日 | 最終車番は103 IV                         |
| 130 I | 1912年11月 | 30              | –               | –                    | –                  | –                  | –              | 千田町車庫火災被災車。450形454として復旧 |
| 131 I | 1912年11月 | 31              | –               | –                    | –                  | –                  | –              | 千田町車庫火災被災車。450形455として復旧 |
| 132 I | 1912年11月 | 32              | –               | –                    | –                  | –                  | –              | 千田町車庫火災被災車。450形456として復旧 |
| 133 I | 1912年11月 | 33              | 133 II          | 千田町車庫           | 中破               | 1947年7月          | 1951年7月25日  |                                          |
| 134 I | 1912年11月 | 34              | –               | –                    | –                  | –                  | –              | 千田町車庫火災被災車。450形457として復旧 |
| 135 I | 1912年11月 | 35              | 135 II          | 電車宮島駅にて停泊中 | 小破               | 1947年7月          | 1951年7月25日  |                                          |
| 136 I | 1912年11月 | 36              | 136 II          | 十日市 - 江波間      | 全焼               | –                  | 1951年1月19日  |                                          |
| 137 I | 1912年11月 | 37              | 137 II          | 千田町車庫           | 大破               | –                  | 1951年1月19日  |                                          |
| 138 I | 1912年11月 | 38              | 138 II          | 広陵前 - 宇品間      | 中破               | 1948年10月         | 1953年10月23日 | 最終車番は108 IV、除籍後工作車転用       |
| 139 I | 1912年11月 | 39              | 139 II          | 江波付近             | 中破               | 1946年8月          | 1952年6月17日  | 最終車番は109 IV                         |
| 140   | 1912年11月 | 40              | 111 III         | 紙屋町付近           | 全焼               | –                  | 1951年1月19日  |                                          |
| 141   | 1912年11月 | 41              | 114 III         | 千田町車庫           | 小破               | –                  | 1951年1月19日  |                                          |
| 142   | 1912年11月 | 42              | 119 III         | 桜土手引込線         | 小破               | 1946年8月          | –              | 1950年8月450形464へ改造                  |
| 143   | 1912年11月 | 43              | 127 III         | 十日市付近           | 全焼               | –                  | 1951年1月19日  |                                          |
| 144   | 1912年11月 | 44              | –               | –                    | –                  | –                  | –              | 千田町車庫火災被災車。450形458として復旧 |
| 145   | 1912年11月 | 45              | –               | –                    | –                  | –                  | –              | 千田町車庫火災被災車。450形459として復旧 |
| 146   | 1912年11月 | 46              | –               | –                    | –                  | –                  | –              | 千田町車庫火災被災車。450形460として復旧 |
| 147   | 1912年11月 | 47              | 130 III         | 電車宮島駅にて停泊中 | 無被災             | 1947年8月          | 1952年6月17日  | 最終車番は110 IV                         |
| 148   | 1912年11月 | 48              | 131 II          | 電鉄前付近           | 中破               | 1948年8月          | 1953年10月23日 | 最終車番は105 IV                         |
| 149   | 1912年11月 | 49              | 132 II          | 土橋 - 己斐間        | 大破               | –                  | 1951年1月19日  |                                          |
| 150   | 1912年11月 | 50              | 134 II          | 千田町車庫           | 小破               | 1947年8月          | 1953年10月23日 | 最終車番は104 IV                         |

### 450形
| 車番 | 種車車番 | 竣功      | 原爆投下による被害 | 原爆投下による被害 | 原爆投下による被害 | 廃車           | 備考            |
| 車番 | 種車車番 | 竣功      | 被災場所           | 状態               | 復旧年月           | 廃車           | 備考            |
| ---- | -------- | --------- | ------------------ | ------------------ | ------------------ | -------------- | --------------- |
| 451  | 14       | 1938年    | 千田町車庫         | 中破               | 1946年12月         | 1969年10月31日 |                 |
| 452  | 19       | 1938年    | 桜土手引込線       | 小破               | 1946年9月          | 1969年10月31日 |                 |
| 453  | 27       | 1938年    | 江波付近           | 大破               | 1946年1月          | 1969年10月31日 |                 |
| 454  | 30       | 1938年    | 宇品付近           | 小破               | 1947年3月          | 1969年10月31日 |                 |
| 455  | 31       | 1938年    | 広陵前 - 宇品間    | 小破               | 1945年10月         | 1969年10月31日 |                 |
| 456  | 32       | 1938年    | 広陵前 - 宇品間    | 中破               | 1945年10月         | 1969年10月31日 |                 |
| 457  | 34       | 1938年    | 千田町車庫         | 大破               | 1947年4月          | 1969年10月31日 |                 |
| 458  | 44       | 1938年    | 広島駅前付近       | 大破               | 1946年2月          | 1965年12月15日 |                 |
| 459  | 45       | 1938年    | 十日市 - 横川間    | 小破               | 1948年8月          | 1965年12月15日 |                 |
| 460  | 46       | 1938年    | 専売局 - 広陵前間  | 小破               | 1945年11月         | 1969年10月31日 |                 |
| 461  | 11       | 1938年    | 千田町車庫         | 大破               | 1946年10月         | 1969年10月31日 | 竣功時車番は450 |
| 462  | 108      | 1949年6月 | –                  | –                  | –                  | 1969年10月31日 | 原爆被災復旧車  |
| 463  | 105      | 1949年6月 | –                  | –                  | –                  | 1969年10月31日 | 原爆被災復旧車  |
| 464  | 119      | 1950年8月 | –                  | –                  | –                  | 1969年10月31日 |                 |
| 465  | 120      | 1950年8月 | –                  | –                  | –                  | 1969年10月31日 |                 |